# Kylie Pickrell
Kylie Pickrell, coniugata Cole, (5 settembre 1996), è una pallavolista statunitense, nel ruolo di palleggiatrice.

## Biografia
È la sorella minore dell'ex pallavolista Cassidy Pickrell.

## Carriera

### Club
La carriera di Kylie Pickrell inizia nei tornei scolastici del Texas, a cui partecipa con la Coppell HS. Dopo il diploma gioca a livello universitario nella NCAA Division I: trascorre un biennio alla Arizona State (2015-2016), prima di trasferirsi alla North Carolina State per il resto della sua eleggibilità sportiva(2017-2018).
Nella stagione 2019-20 inizia la sua carriera da professionista in Francia, disputando la Ligue A con il Terville Florange; in seguito torna in patria per prendere parte alla prima edizione dell'Athletes Unlimited. Dopo un periodo di inattività, torna brevemente in campo sia nel corso della Pro Volleyball Federation 2024 che dell'edizione seguente, indossando sempre la casacca delle San Diego Mojo.